# Arrêts de la Cour de justice (1957)
Pour les articles homonymes, voir Arrêts de la Cour de justice.
Les arrêts de la Cour de justice de 1957 sont au nombre de quatre.

## Sources

## Compléments